# وصف المياه

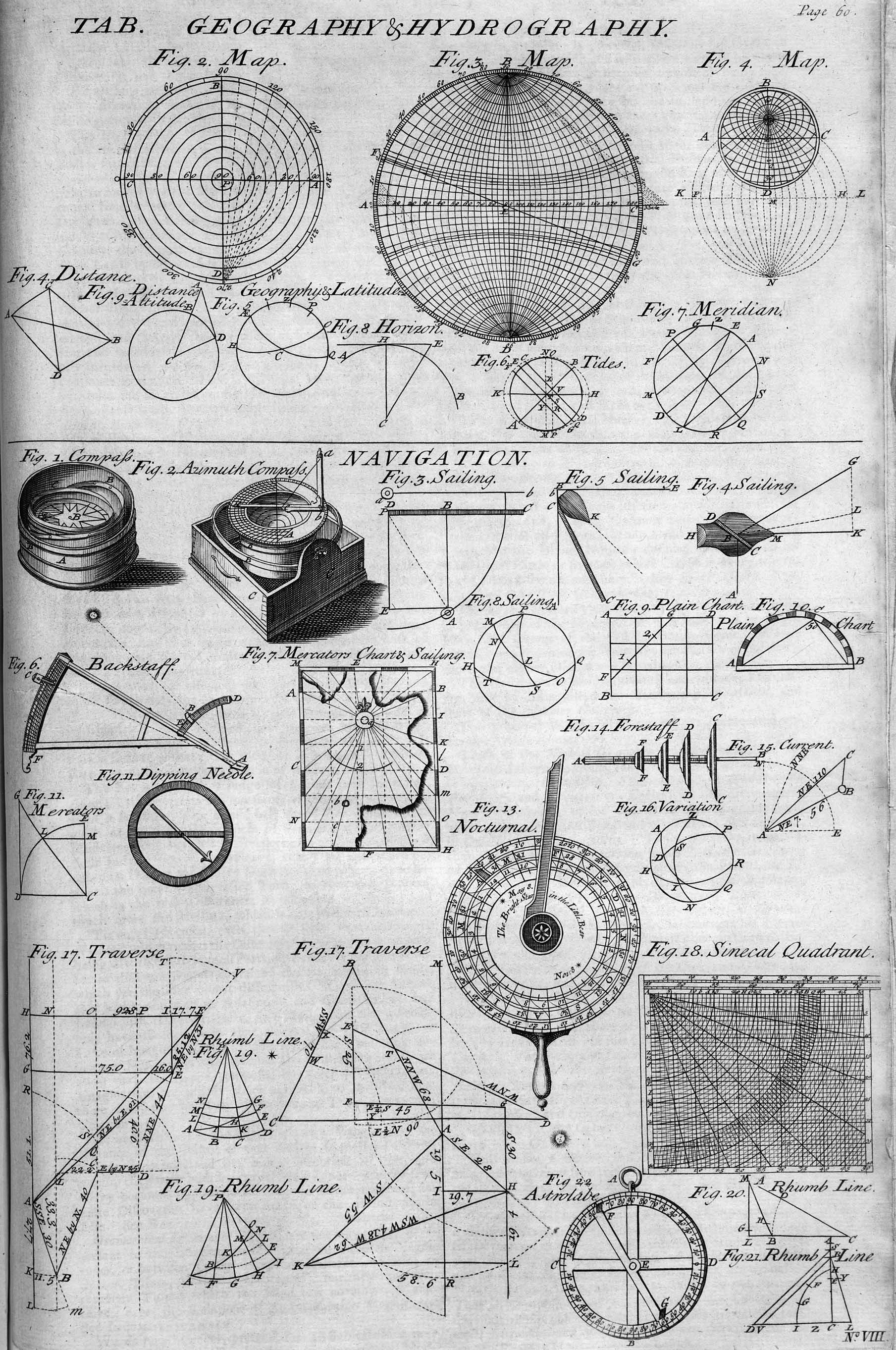
جدول الهيدروغرافيا، والجغرافيا، والملاحة، من الموسوعة 1728.

علم وصف المياه أو المسح البحري أو الهيدروغرافيا (بالإنجليزية: Hydrography)‏، هو علم قياس أعماق، والمد والجزر، والمجاري والمسطحات المائية من البحار والأنهار والبحيرات. في العادة يستخدم علم وصف المياه من أجل تقسيم المسطحات المائية لأغراض ملاحية. ينطوي عادة على تحديد مواقع أشياء مثل بقايا السفن والشعب المرجانية، الأضواء الملاحية، العوامات وخطوط الشواطئ. علم وصف المياه لا يشمل جودة المياه أو تركيبها (انظر علم المياهيات).